# لری میلر (کمدین)
لری میلر (انگلیسی: Larry Miller؛ زادهٔ ۱۵ اکتبر ۱۹۵۳) یک هنرپیشه اهل ایالات متحده آمریکا است. وی از سال ۱۹۸۲ میلادی تاکنون مشغول فعالیت بوده‌است.
از فیلم‌ها یا برنامه‌های تلویزیونی که وی در آن نقش داشته است می‌توان به برای ثروتمند یا فقیر، دفتر خاطرات شاهزاده خانم ۲: تعهد سلطنتی، بلندپروازی بلوند، بزرگ کردن هلن، فصل پایانی و بلوز مخفی اشاره کرد.